# Yrjö Sirola
Yrjö Elias Sirola (till 1896 Sirén), född 8 november 1876 i Pikis, död 18 mars 1936 i Moskva, var en finländsk kommunistisk politiker.

## Biografi
Sirola var aktiv i det finska inbördeskriget 1918 och var under en kort tid utrikesminister för Finlands socialistiska arbetarrepublik. Efter revolutionens misslyckande flydde han som många andra finska röda till Sovjetryssland. Han deltog där, tillsammans med makan Mandi Sirola i grundadet av Finlands kommunistiska parti och valdes till dess förste ordförande. 
Sirola översatte också August Strindberg till finska.
Han är begravd på Malms begravningsplats i Helsingfors. Den folkdemokratiska folkakademin, Sirolainstitutet, i Tavastehus har uppkallats efter honom.